# 庚申塚停留場
庚申塚停留場（こうしんづかていりゅうじょう）は、東京都豊島区西巣鴨二丁目にある東京都交通局都電荒川線（東京さくらトラム）の停留場である。駅番号はSA 21。

## 歴史
- 1911年（明治44年）8月20日：王子電気軌道飛鳥山上（現・飛鳥山） - 大塚（現・大塚駅前）間開通に伴い開業。
- 1942年（昭和17年）2月1日：王子電気軌道が東京市に買収され、東京市電（現・東京都電車）滝野川線（現・荒川線）の停留場となる。
- 1944年（昭和19年）：戦時体制により滝野川線の営業を休止[2]。
- 1946年（昭和21年）7月10日：滝野川線の営業を再開[3]。
- 2008年（平成20年）12月19日：停留場のリニューアル工事が完了。

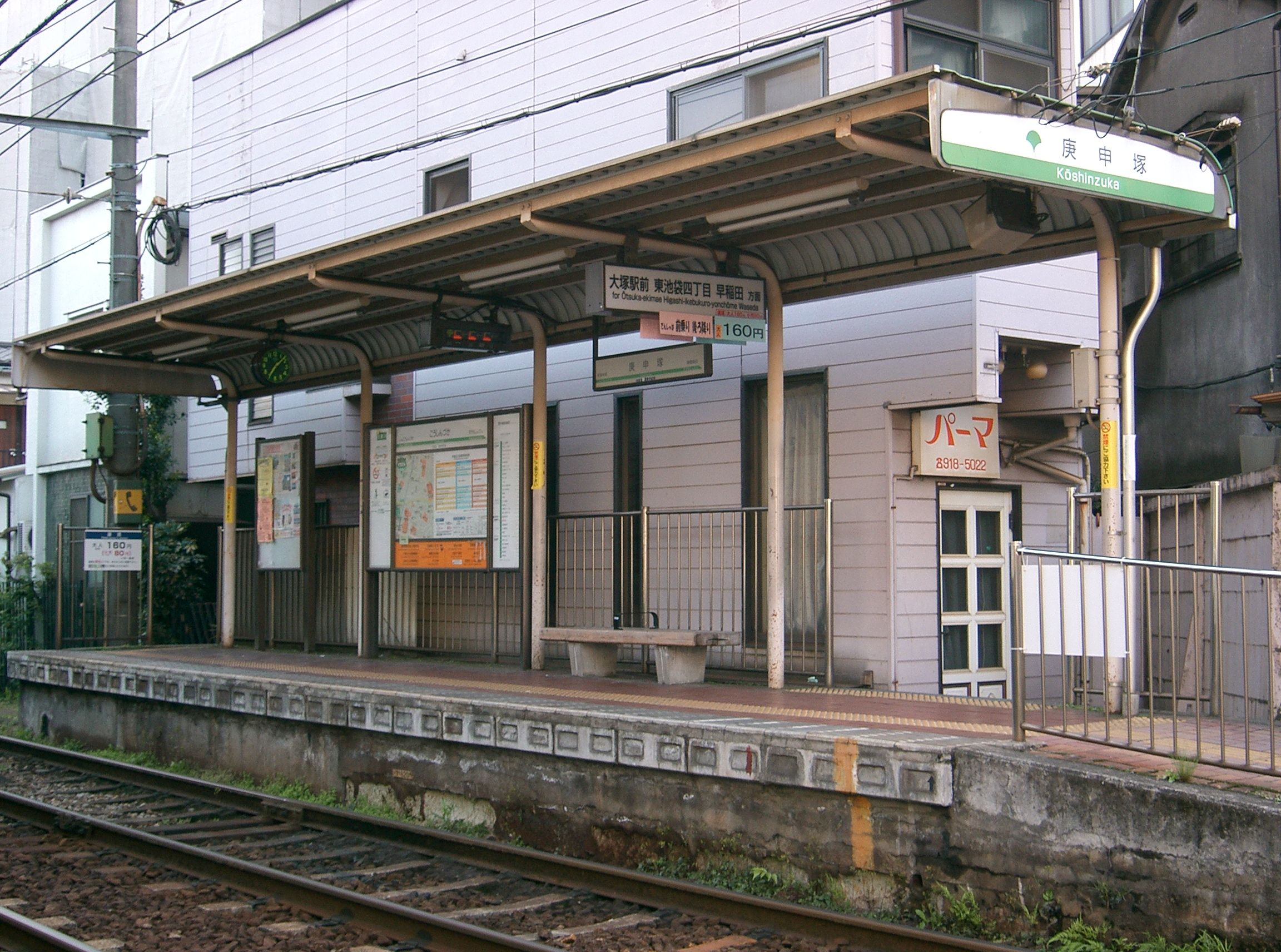
リニューアル前の早稲田方面ホーム（2007年4月）

## 停留場構造

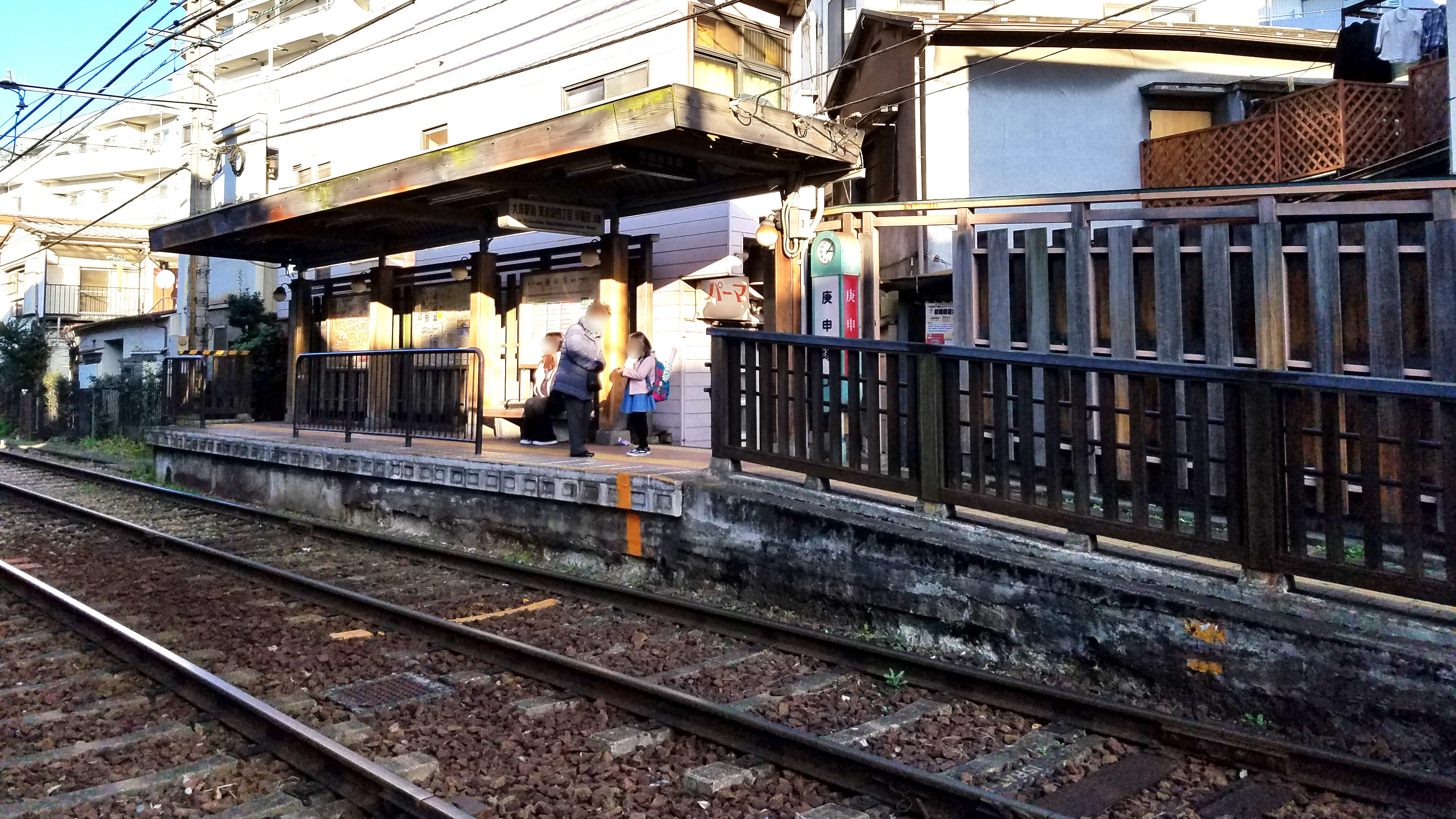
早稲田方面ホーム（2018年12月）

相対式ホーム2面2線を有する地上駅。三ノ輪橋方面のホームには飲食店が店を構えている。
2008年（平成20年）12月19日に昭和30年代をイメージした木目調でレトロな停留場にリニューアルされた。これに関連して、翌2009年（平成21年）1月17日と1月18日の2日間、巣鴨地蔵通り商店街主催の記念イベントが開催された。
三ノ輪橋方面ホームに隣接して、豊島区役所管理の公衆トイレがある。
| 乗車ホーム | 路線                            | 方向 | 行先         |
| ---------- | ------------------------------- | ---- | ------------ |
| 西側       | 都電荒川線 （東京さくらトラム） | 上り | 三ノ輪橋方面 |
| 東側       | 都電荒川線 （東京さくらトラム） | 下り | 早稲田方面   |

## 停留場周辺
- 巣鴨地蔵通り商店街（旧中山道）
  - とげぬき地蔵で有名な高岩寺があり、毎月4・14・24日に催される縁日には多くの高齢者が乗降する。
- 猿田彦大神
  - 地蔵通り商店街の入口にある小さな神社で、庚申信仰に基づくもの。古くは中山道板橋宿の一つ手前の立て場（宿場と宿場の間の休憩所）であり、大いに賑わったという。
- 城北信用金庫地蔵通り出張所
- 特別養護老人ホーム菊かおる園
- コモディイイダ（スーパーマーケット）
- 妙法寺
- 巣鴨病院
- 淑徳巣鴨中学校・高等学校
- 豊島区立巣鴨北中学校（旧豊島区立大塚中学校）
- 豊島区立西巣鴨小学校
- 大正大学
- 東京大学豊島国際学生宿舎
- 豊島区立清和小学校
- 都立大塚ろう学校

## 隣の停留場
東京都交通局
 都電荒川線（東京さくらトラム）
新庚申塚停留場 (SA 20) - 庚申塚停留場 (SA 21) - 巣鴨新田停留場 (SA 22)